# Саут-Віндем (Коннектикут)
Саут-Віндем (англ. South Windham) — переписна місцевість (CDP) в США, в окрузі Віндем штату Коннектикут. Населення — 1383 особи (2020).

## Географія
Саут-Віндем розташований за координатами 41°41′2″ пн. ш. 72°11′5″ зх. д. / 41.68389° пн. ш. 72.18472° зх. д. (41.683935, -72.184633).  За даними Бюро перепису населення США в 2010 році переписна місцевість мала площу 8,12 км², з яких 8,05 км² — суходіл та 0,07 км² — водойми.

## Демографія
Згідно з переписом 2010 року, у переписній місцевості мешкала 1421 особа в 582 домогосподарствах у складі 369 родин. Густота населення становила 175 осіб/км².  Було 651 помешкання (80/км²).
Расовий склад населення:
| - 89,7 % — білих - 2,4 % — чорних або афроамериканців - 0,7 % — азіатів - 0,2 % — корінних американців - 0,1 % — вихідців з тихоокеанських островів - 4,1 % — осіб інших рас |

До двох чи більше рас належало 2,8 %. Частка іспаномовних становила 14,1 % від усіх жителів.
За віковим діапазоном населення розподілялося таким чином: 19,3 % — особи молодші 18 років, 63,7 % — особи у віці 18—64 років, 17,0 % — особи у віці 65 років та старші. Медіана віку мешканця становила 41,7 року. На 100 осіб жіночої статі у переписній місцевості припадало 99,9 чоловіків;  на 100 жінок у віці від 18 років та старших — 99,8 чоловіків також старших 18 років.
Середній дохід на одне домашнє господарство  становив 59 055 доларів США (медіана — 55 781), а середній дохід на одну сім'ю — 71 468 доларів (медіана — 59 797). За межею бідності перебувало 2,3 % осіб, у тому числі 0,0 % дітей у віці до 18 років та 0,0 % осіб у віці 65 років та старших.
Цивільне працевлаштоване населення становило 735 осіб. Основні галузі зайнятості: освіта, охорона здоров'я та соціальна допомога — 21,8 %, роздрібна торгівля — 14,8 %, науковці, спеціалісти, менеджери — 14,7 %.